# Новая Николаевка (Молдова)
Новая Николаевка (рум. Novaia Nicolaevca) — село в Унгенском районе Молдавии. Наряду с сёлами Манойлешты, Резина и Вульпешты входит в состав коммуны Манойлешты.

## География
Село расположено на высоте 53 метров над уровнем моря.

## Население
По данным переписи населения 2004 года, в селе Новая Николаевка проживает 186 человек (85 мужчин, 101 женщина).
Этнический состав села:
| Национальность | Число жителей | Процентный состав |
| -------------- | ------------- | ----------------- |
| молдаване      | 121           | 65.05             |
| украинцы       | 65            | 34.95             |
| Всего          | 186           | 100%              |